# Lista de episódios de The Handmaid's Tale

Logomarca do seriado.

A seguir apresenta-se a lista de todos os episódios da série norte-americana The Handmaid's Tale (Brasil: O Conto da Aia ), original do serviço de streaming Hulu. Criada por Bruce Miller, a série é baseada no romance homônimo da escritora canadense Margaret Atwood lançado em 1985.
A série apresenta o drama da ex-editora de livros June Osborne, que após o Estados Unidos sofrer um golpe de Estado por uma grande facção religiosa com o proposito de diminuir a poluição e as taxas de mortalidade infantil no país, foi obrigada a "servir" para líderes de um regime totalitário baseado nas leis do antigo testamento. 
Após ser separada de seu marido, Luke Bankole, e de sua filha, Hannah, June e outras mulheres férteis — chamadas de 'Aias' — são forçadas a 'servir' à República de Gilead. Nessa teocracia conservadora que outrora eram os EUA, elas são submetidas a estupros ritualizados para gerar filhos aos líderes do regime e suas esposas, lutando para sobreviver em um mundo opressor.
The Handmaid's Tale venceu os prêmios de Programa do Ano e Série Dramática no Television Critics Association e oito Prémios Emmy do Primetime, incluindo Melhor Série Dramática, em 2017. O primeiro episódio foi lançado no dia 26 de abril de 2017. No elenco principal da série, se destacam Elisabeth Moss, Joseph Fiennes, Yvonne Strahovski, Alexis Bledel, Madeline Brewer, Ann Dowd, O. T. Fagbenle, Max Minghella, Samira Wiley e entre outros.

## Resumo
| Temporada | Temporada | Episódios | Episódios | Originalmente exibido  | Originalmente exibido |
| Temporada | Temporada | Episódios | Episódios | Estreia da temporada   | Final da temporada    |
| --------- | --------- | --------- | --------- | ---------------------- | --------------------- |
|           | 1         | 10        | 10        | 26 de abril de 2017    | 14 de junho de 2017   |
|           | 2         | 13        | 13        | 25 de abril de 2018    | 11 de julho de 2018   |
|           | 3         | 13        | 13        | 5 de junho de 2019     | 14 de agosto de 2019  |
|           | 4         | 10        | 10        | 28 de abril de 2021    | 16 de junho de 2021   |
|           | 5         | 10        | 10        | 14 de setembro de 2022 | 9 de novembro de 2022 |
|           | 6         | 10        | 10        | 8 de abril de 2025     | 27 de maio de 2025    |

## Episódios

### 1ª temporada (2017)
| N.º na série | N.º na temp. | Título                                                                         | Dirigido por      | Escrito por          | Exibição original   |
| ------------ | ------------ | ------------------------------------------------------------------------------ | ----------------- | -------------------- | ------------------- |
| 1            | 1            | "Offred" "(Offred)" (BR)                                                       | Reed Morano       | Bruce Miller         | 26 de abril de 2017 |
| 2            | 2            | "Birth Day" "(Aniversário)" (BR)                                               | Reed Morano       | Bruce Miller         | 26 de abril de 2017 |
| 3            | 3            | "Late" "(Atrasado)" (BR)                                                       | Reed Morano       | Bruce Miller         | 26 de abril de 2017 |
| 4            | 4            | "Nolite Te Bastardes Carborundorum" "(Notile Te Bastardes Carborundorum)" (BR) | Mike Barker       | Leila Gerstein       | 4 de maio de 2017   |
| 5            | 5            | "Faithful" "(Fiel)" (BR)                                                       | Mike Barker       | Dorothy Fortenberry  | 10 de maio de 2017  |
| 6            | 6            | "A Woman's Place" "(O Lugar de uma Mulher)" (BR)                               | Floria Sigismondi | Wendy Straker Hauser | 17 de maio de 2017  |
| 7            | 7            | "The Other Side" "(O Outro Lado)" (BR)                                         | Floria Sigismondi | Lynn Renee Maxcy     | 24 de maio de 2017  |
| 8            | 8            | "Jezebels" "(Jezebel)" (BR)                                                    | Kate Dennis       | Kira Snyder          | 31 de maio de 2017  |
| 9            | 9            | "The Bridge" "(A Ponte)" (BR)                                                  | Kate Dennis       | Eric Tuchman         | 7 de junho de 2017  |
| 10           | 10           | "Night" "(Noite)" (BR)                                                         | Kari Skogland     | Bruce Miller         | 14 de junho de 2017 |

### 2ª temporada (2018)
| N.º na série | N.º na temp. | Título                                          | Dirigido por   | Escrito por                | Exibição original   |
| ------------ | ------------ | ----------------------------------------------- | -------------- | -------------------------- | ------------------- |
| 11           | 1            | "June" "(June)" (BR)                            | Mike Barker    | Bruce Miller               | 25 de abril de 2018 |
| 12           | 2            | "Unwoman" "(Não Mulher)" (BR)                   | Mike Barker    | Bruce Miller               | 25 de abril de 2018 |
| 13           | 3            | "Baggage" "(Bagagem)" (BR)                      | Kari Skogland  | Dorothy Fortenberry        | 2 de maio de 2018   |
| 14           | 4            | "Other Woman" "(Outra Mulher)" (BR)             | Kari Skogland  | Yahlin Chang               | 9 de maio de 2018   |
| 15           | 5            | "Seeds" "(Sementes)" (BR)                       | Mike Barker    | Kira Snyder                | 16 de maio de 2018  |
| 16           | 6            | "First Blood" "(Primeiro Sangue)" (BR)          | Mike Barker    | Eric Tuchman               | 23 de maio de 2018  |
| 17           | 7            | "After" "(Depois)" (BR)                         | Kari Skogland  | Lynn Renee Maxcy           | 30 de maio de 2018  |
| 18           | 8            | "Woman's Work" "(Trabalho de Mulher)" (BR)      | Kari Skogland  | Nina Fiore & John Herrera  | 6 de junho de 2018  |
| 19           | 9            | "Smart Power" "(Poder Inteligente)" (BR)        | Jeremy Podeswa | Dorothy Fortenberry        | 13 de junho de 2018 |
| 20           | 10           | "The Last Ceremony" "(A Última Cerimônia)" (BR) | Jeremy Podeswa | Yahlin Chang               | 20 de junho de 2018 |
| 21           | 11           | "Holly" "(Holly)" (BR)                          | Diana Reid     | Bruce Miller & Kira Snyder | 27 de junho de 2018 |
| 22           | 12           | "Postpartum" "(Pós-parto)" (BR)                 | Diana Reid     | Eric Tuchman               | 4 de julho de 2018  |
| 23           | 13           | "The Word" "(A Palavra)" (BR)                   | Mike Barker    | Bruce Miller               | 11 de julho de 2018 |

### 3ª temporada (2019)
| N.º na série | N.º na temp. | Título                                                   | Dirigido por        | Escrito por               | Exibição original    |
| ------------ | ------------ | -------------------------------------------------------- | ------------------- | ------------------------- | -------------------- |
| 24           | 1            | "Night" "(Noite)" (BR)                                   | Mike Barker         | Bruce Miller              | 5 de junho de 2019   |
| 25           | 2            | "Mary and Martha" "(Mary e Martha)" (BR)                 | Mike Barker         | Kira Snyder               | 5 de junho de 2019   |
| 26           | 3            | "Useful" "(Útil)" (BR)                                   | Amma Asante         | Yahlin Chang              | 5 de junho de 2019   |
| 27           | 4            | "God Bless the Child" "(Deus Abençoe essa Criança)" (BR) | Amma Asante         | Eric Tuchman              | 12 de junho de 2019  |
| 28           | 5            | "Unknown Caller" "(Chamada Desconhecida)" (BR)           | Colin Watkinson     | Marissa Jo Cerar          | 19 de junho de 2019  |
| 29           | 6            | "Household" "(Casa)" (BR)                                | Dearbhla Walsh      | Dorothy Fortenberry       | 26 de junho de 2019  |
| 30           | 7            | "Under His Eye" "(Sob o Olho Dele)" (BR)                 | Mike Barker         | Nina Fiore & John Herrera | 3 de julho de 2019   |
| 31           | 8            | "Unfit" "(Imprópria)" (BR)                               | Mike Barker         | Kira Snyder               | 10 de julho de 2019  |
| 32           | 9            | "Heroic" "(Heroico)" (BR)                                | Daina Reid          | Lynn Renee Maxcy          | 17 de julho de 2019  |
| 33           | 10           | "Bear Witness" "(Dar Testemunho)" (BR)                   | Daina Reid          | Jacey Heldrich            | 24 de julho de 2019  |
| 34           | 11           | "Liars" "(Mentirosos)" (BR)                              | Deniz Gamze Ergüven | Yahlin Chang              | 31 de julho de 2019  |
| 35           | 12           | "Sacrifice" "(Sacrifício)" (BR)                          | Deniz Gamze Ergüven | Eric Tuchman              | 7 de agosto de 2019  |
| 36           | 13           | "Mayday" "(Mayday)" (BR)                                 | Mike Barner         | Bruce Miller              | 14 de agosto de 2019 |

### 4ª temporada (2021)
| N.º na série | N.º na temp. | Título                                     | Dirigido por    | Escrito por               | Exibição original   |
| ------------ | ------------ | ------------------------------------------ | --------------- | ------------------------- | ------------------- |
| 37           | 1            | "Pigs" "(Porcos)" (BR)                     | Colin Watkinson | Bruce Miller              | 28 de abril de 2021 |
| 38           | 2            | "Nightshade" "(Beladona)" (BR)             | Colin Watkinson | Kira Snyder               | 28 de abril de 2021 |
| 39           | 3            | "The Crossing" "(A Travessia)" (BR)        | Elisabeth Moss  | Bruce Miller              | 28 de abril de 2021 |
| 40           | 4            | "Milk" "(Leite)" (BR)                      | Christina Choe  | Jacey Heldrich            | 5 de maio de 2021   |
| 41           | 5            | "Chicago"                                  | Christina Choe  | John Herrera & Nina Fiore | 12 de maio de 2021  |
| 42           | 6            | "Vows" "(Votos)" (BR)                      | Richard Shepard | Dorothy Fortenberry       | 19 de maio de 2021  |
| 43           | 7            | "Home" "(Lar)" (BR)                        | Richard Shepard | Yahlin Chang              | 26 de maio de 2021  |
| 44           | 8            | "Testimony" "(Depoimento)" (BR)            | Elisabeth Moss  | Kira Snyder               | 2 de junho de 2021  |
| 45           | 9            | "Progress" "(Progresso)" (BR)              | Elisabeth Moss  | Eric Tuchman & Aly Monroe | 9 de junho de 2021  |
| 46           | 10           | "The Wilderness" "(Terra de Ninguém)" (BR) | Liz Garbus      | Bruce Mille               | 16 de junho de 2021 |

### 5ª temporada (2022)
| N.º na série | N.º na temp. | Título                                  | Dirigido por     | Escrito por               | Exibição original      |
| ------------ | ------------ | --------------------------------------- | ---------------- | ------------------------- | ---------------------- |
| 47           | 1            | "Morning" "Bom Dia" (BR)                | Elisabeth Moss   | Bruce Miller              | 14 de setembro de 2022 |
| 48           | 2            | "Ballet" "Balé" (BR)                    | Elisabeth Moss   | Nina Fiore & John Herrera | 14 de setembro de 2022 |
| 49           | 3            | "Border" "Fronteira" (BR)               | Dana Gonzales    | Aly Monroe                | 21 de setembro de 2022 |
| 50           | 4            | "Dear Offred" "Querida Offred" (BR)     | Dana Gonzales    | Jacey Heldrich            | 28 de setembro de 2022 |
| 51           | 5            | "Fairytale" "Conto de Fadas" (BR)       | Eva Vives        | JJ. Holtham               | 5 de outubro de 2022   |
| 52           | 6            | "Together" "Juntos" (BR)                | Eva Vives        | Katherine Collins         | 12 de outubro de 2022  |
| 53           | 7            | "No Man’s Land" "Terra de Ninguém" (BR) | Natalia Leite    | Rachel Shukert            | 19 de outubro de 2022  |
| 54           | 8            | "Motherland" "Pátria" (BR)              | Natalia Leite    | Yahlin Chang              | 26 de outubro de 2022  |
| 55           | 9            | "Allegiance" "Lealdade" (BR)            | Bradley Whitford | Eric Tuchman              | 2 de novembro de 2022  |
| 56           | 10           | "Safe" "Em Segurança" (BR)              | Elisabeth Moss   | Bruce Mille               | 9 de novembro de 2022  |